# Рочестер (Нью-Йорк)
Ро́честер (англ. Rochester [ˈrɒtʃɛstər]) — город и административный центр округа Монро, в западной части штата Нью-Йорк на берегу озера Онтарио. По данным переписи 2020 года население составляет 211,328 человек, что делает Рочестер 4-м городом и 10-м населённым пунктом по населению в штате. Городская агломерация относится к мегарегиону Мегалополис Великие озёра.

## История
Город Рочестер был основан в 1788 году участником Американской революции и землеторговцем Натаниэлем Рочестером (1752—1831), дедом Анны Рочестер, поэтому и был назван его именем.

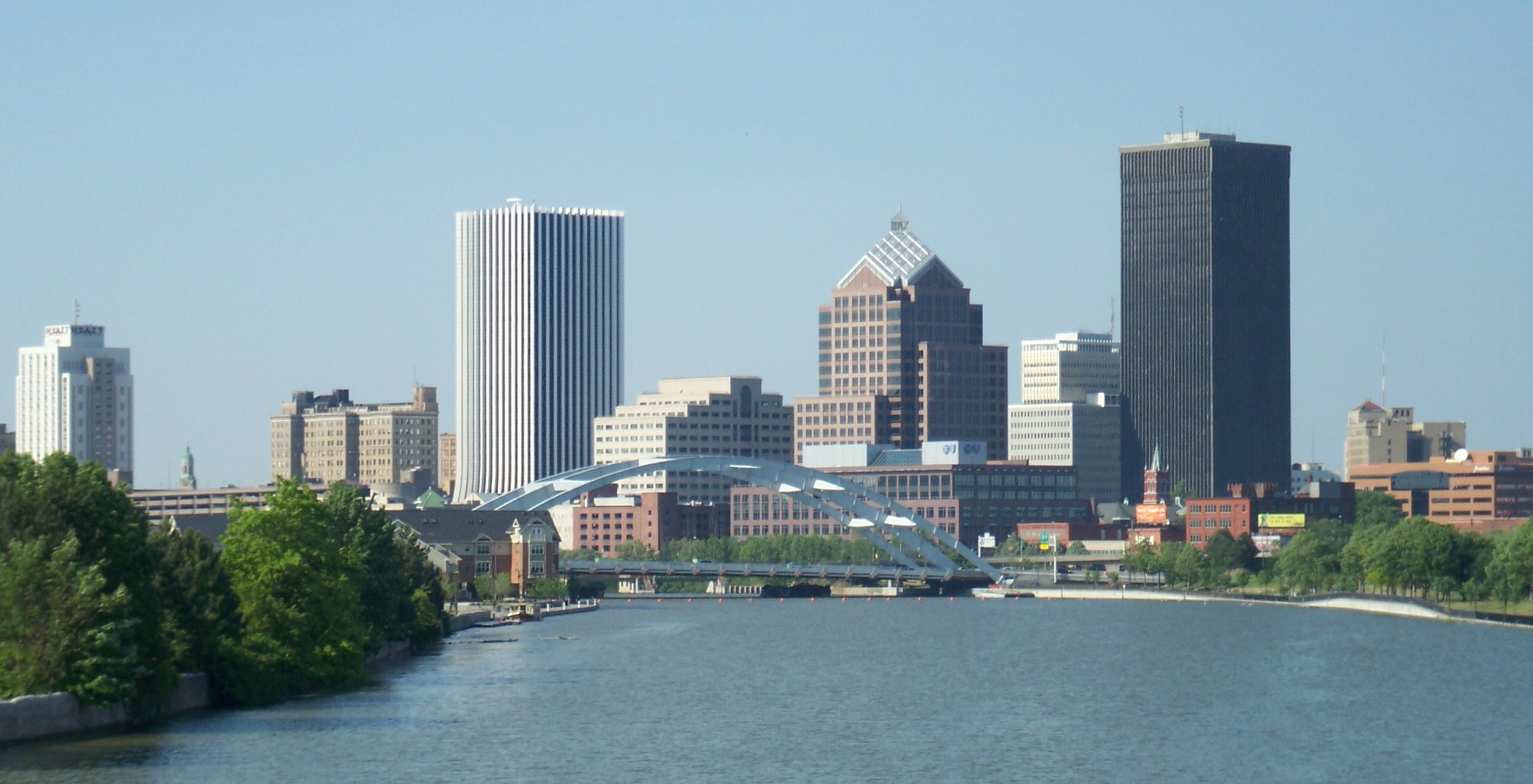
Вид на город Рочестер

В настоящее время в городе расположены штаб-квартиры корпораций Eastman Kodak, Bausch & Lomb и Xerox, — благодаря обилию предприятий оптической промышленности, Рочестер имеет репутацию «оптической столицы мира».
В городе действуют Рочестерский университет (UoR) и входящая в его состав Истменская школа музыки, базируется Рочестерский филармонический оркестр, кроме университета действует Рочестерский институт технологий (RIT).

## Климат
| Показатель                                                                | Янв.  | Фев.  | Март  | Апр.  | Май   | Июнь  | Июль  | Авг.  | Сен.  | Окт.  | Нояб. | Дек. | Год  |
| ------------------------------------------------------------------------- | ----- | ----- | ----- | ----- | ----- | ----- | ----- | ----- | ----- | ----- | ----- | ---- | ---- |
| Абсолютный максимум, °C                                                   | 23    | 23    | 30    | 34    | 34    | 38    | 39    | 37    | 37    | 33    | 27    | 22   | 39   |
| Средний суточный максимум, °C                                             | 0,8   | 1,8   | 6,4   | 13,1  | 20,8  | 25,5  | 28,1  | 26,9  | 23,1  | 16,2  | 9,5   | 3,6  | 14,7 |
| Средняя температура, °C                                                   | −3,2  | −2,6  | 1,8   | 8,2   | 14,9  | 19,8  | 22,4  | 21,5  | 17,6  | 11,2  | 5,3   | 0,0  | 9,7  |
| Средний суточный минимум, °C                                              | −7,2  | −6,9  | −2,9  | 2,8   | 9,0   | 14,1  | 16,8  | 16,1  | 12,0  | 6,3   | 1,1   | −3,7 | 4,8  |
| Абсолютный минимум, °C                                                    | −27   | −30   | −23   | −14   | −3    | 2     | 6     | 2     | −2    | −7    | −17   | −27  | −30  |
| Среднее число солнечных часов в месяц                                     | 108,3 | 118,1 | 177,7 | 216,5 | 266,5 | 297,6 | 314,4 | 273,4 | 212,3 | 154,4 | 81,5  | 77,5 | 2298 |
| Среднее число дней с осадками                                             | 20    | 16    | 15    | 13    | 12    | 12    | 11    | 10    | 11    | 14    | 15    | 18   | 168  |
| Норма осадков, мм                                                         | 65    | 54    | 63    | 76    | 73    | 86    | 90    | 84    | 81    | 82    | 70    | 68   | 891  |
| Источник: Национальное управление океанических и атмосферных исследований |       |       |       |       |       |       |       |       |       |       |       |      |      |

## Демография
| Население Рочестера | Население Рочестера |
| ------------------- | ------------------- |
| 1820                | 1 502               |
| 1830                | 9 207               |
| 1840                | 20 191              |
| 1850                | 36 403              |
| 1860                | 48 204              |
| 1870                | 62 386              |
| 1880                | 89 366              |
| 1890                | 133 896             |
| 1900                | 162 608             |
| 1910                | 218 149             |
| 1920                | 295 750             |
| 1930                | 328 132             |
| 1940                | 324 975             |
| 1950                | 332 488             |
| 1960                | 318 611             |
| 1970                | 296 233             |
| 1980                | 241 741             |
| 1990                | 231 636             |
| 2000                | 219 773             |
| 2004                | 212 481             |
| 2010                | 210 565             |
| 2019                | 205 695             |

### Религия
В 1920-х и 1930-х годах население было наполовину протестантское и наполовину католическое, хотя еврейское население присутствовало также. В 1938 г. насчитывалось 214 религиозные конгрегации, две трети из которых были созданы после 1880 г. В то время в городе добавлялось примерно 2,6 новых конгрегаций в год, множество из которых были основаны иммигрантами с Южной и Восточной Европы. Во время пика иммиграции с 1900 по 1920 год были созданы десятки церквей, в том числе четыре римско-католические церкви с итальянским духовенством, три римско-католические церкви со славянским духовенством, польская баптистская церковь, 15 еврейских синагог и четыре небольших итальянских протестантских миссионерских церкви (Баптистская, Евангелическая, Методистская и Пресвитерианская). Кроме того, в городе есть несколько буддийских храмов: один камбоджийский, два лаосских и один вьетнамский.

## Преступность
В 2012 году в Рочестере было зарегистрировано 2061 актов насилия, по сравнению со средним национальным показателем в 553,5 актов насилия в городах с населением более 100 000 человек. В том же году в Рочестере произошло 827 преступлений против человека и 11 054 преступления против собственности.
В 2018 году в Рочестере было зарегистрировано 28 убийств (13,9 на 100 000 жителей).
В 2012 году было совершено 95 сексуальных посягательств, 816 грабежей, 1104 нападения при отягчающих обстоятельствах, 2978 краж, 7694 кражи со взломом, 111 изнасилований, 622 кражи автомобилей и 152 поджога.

## Города-побратимы
- Рен (фр. Rennes), Франция (1958)
- Вюрцбург (нем. Würzburg), Германия (1964)
- Кальтаниссетта (итал. Caltinassetta), Италия (1965)
- Реховот (ивр. רְחוֹבוֹת‎), Израиль (1972)
- Краков (пол. Kraków), Польша (1973)
- Бамако (фр. Bamako), Мали (1975)
- Великий Новгород, Россия (1990)
- Хамамацу (яп. 浜松市), Япония (1996)
- Пуэрто-Плата (исп. Puerto Plata), Доминиканская Республика (1975)
- Уотерфорд (ирл. Port Láirge), Ирландия (1983)
- Сяньян (кит. 咸阳, Xiányáng), Китай (2007)
- Алитус (лит. Alytus), Литва (2009)